# السبع بنات (مسلسل)
السبع بنات هو مسلسل درامي مصري من إنتاج عام 2016. المسلسل من إخراج محمد النقلي، وتأليف أحمد صبحي، ومن بطولة علا غانم، و‌إيمان العاصي، و‌ريم البارودي، و‌فريال يوسف، و‌ميرهان حسين.

## ملخص القصة
- يدور المسلسل حول 7 بنات شقيقات، كل واحدة منهن لها قصة وحكاية، وتدور في إطار اجتماعي، فإحداهن فتاة متعددة العلاقات يتم إتهامها بقتل رجل كانت على علاقة غير شرعية معه، ثم تصاب بالشلل، فماذا ستكون نهايتها، وما هي باقي حكايات شقيقاتها.[4]

## طاقم التمثيل
- علا غانم
- إيمان العاصي
- ريم البارودي
- فريال يوسف
- ميرهان حسين
- تارا عماد
- دنيا المصري
- محمد نجاتي
- محمد الشقنقيري
- أحمد عصام
- أحمد الدمرداش
- بهاء ثروت
- حسام الجندي
- محمد أحمد ماهر
- أحمد صيام
- خالد حجاج
- إيناس عز الدين
- حنان يوسف

## إنتاج
- كتب أحمد صبحي ، قصة وسيناريو المسلسل. وكان المسلسل من إخراج محمد النقلي ، وإنتاج 	ممدوح شاهين...